# КК Лајден
КК Лајден (хол. Leiden) је холандски кошаркашки клуб из Лајдена. Из спонзорских разлога од 2006. клуб је познатији као ЗЗ Лајден (Zorg en Zekerheid Leiden). У сезони 2019/20. такмичи се у Првој лиги Холандије.

## Историја
Клуб је основан 1958. године, а по први пут је у највишем рангу заиграо 1967. Прву титулу у холандском првенству освојио је 1978. године, док су наредне две дошле тек 2011. и 2014. године, потом 2021, 2023, 2024. Победник националног купа био је у четири пута (2010, 2012, 2019. и 2023), а такође је у пет наврата тријумфовао и у суперкупу (2011, 2012, 2021, 2023. и 2024).
На међународној сцени је почев од 2010. неколико сезона наступао у ФИБА Еврочеленџу, а највећи успех у том такмичењу био је пласман међу 16 најбоњих (сез. 2011/12.).

## Успеси

### Национални
- Првенство Холандије:
  - Првак (6): 1978, 2011, 2013, 2021, 2023, 2024.
  - Вицепрвак (7): 1979, 1980, 1981, 1984, 1985, 2012, 2018.
- Куп Холандије:
  - Победник (4): 2010, 2012, 2019, 2023.
  - Финалиста (3): 2014, 2016, 2018.
- Суперкуп Холандије:
  - Победник (5): 2011, 2012, 2021, 2023, 2024.
  - Финалиста (4): 2013, 2014, 2018, 2019.

### Регионални
- BNXT лига:
  - Победник (2): 2022, 2023.
  - Финалиста (1): 2024.